# Stanley-Cup-Playoffs 1997
Die Playoffs um den Stanley Cup des Jahres 1997 begannen am 16. April 1997 und endeten am 7. Juni 1997 mit dem 4:0-Erfolg der Detroit Red Wings über die Philadelphia Flyers. Die Red Wings, die mit ihrem Torhüter Mike Vernon den mit der Conn Smythe Trophy ausgezeichneten Most Valuable Player der post-season stellten, gewannen somit ihren achten Titel der Franchise-Geschichte, jedoch den ersten seit 1955. Zudem bedeutete der Erfolg für zwei Spieler von Detroits Russian Five, Wjatscheslaw Fetissow und Igor Larionow, die Aufnahme in den Triple Gold Club. Die unterlegenen Philadelphia Flyers, die in Eric Lindros den Topscorer der Playoffs in ihren Reihen hatten, standen in ihrem siebten Stanley-Cup-Finale und mussten dabei die fünfte Niederlage in Folge hinnehmen.
Die Boston Bruins verpassten zum ersten Mal seit 1967 die post-season, sodass die längste Serie der Ligageschichte von 29 aufeinander folgenden Playoff-Teilnahmen ein Ende fand.

## Modus
Nachdem sich aus jeder Conference die beiden Divisionssieger sowie die sechs weiteren punktbesten Teams der Conference qualifiziert haben, starten die im K.-o.-System ausgetragenen Playoffs. Dabei trifft der punktbeste Divisionssieger auf das achte und somit punktschlechteste qualifizierte Team, die Nummer 2 dieser Rangliste auf die Nummer 7 usw. Durch diesen Modus ist es möglich, dass eines oder mehrere qualifizierte Teams mehr Punkte als einer der Divisionssieger erzielt haben. Das gleiche Prinzip wird zur Bestimmung der Begegnungen der zweiten Playoff-Runde genutzt.
Jede Conference spielt in der Folge im Conference-Viertelfinale, Conference-Halbfinale und im Conference-Finale ihren Sieger aus, der dann im Finale um den Stanley Cup antritt. Alle Serien jeder Runde werden im Best-of-Seven-Modus ausgespielt, das heißt, dass ein Team vier Siege zum Erreichen der nächsten Runde benötigt. Das höher gesetzte Team hat dabei in den ersten beiden Spielen Heimrecht, die nächsten beiden das gegnerische Team. Sollte bis dahin kein Sieger aus der Runde hervorgegangen sein, wechselt das Heimrecht von Spiel zu Spiel. So hat die höher gesetzte Mannschaft in den Spielen 1, 2, 5 und 7, also vier der maximal sieben Spiele, einen Heimvorteil. Der Sieger der Eastern Conference wird mit der Prince of Wales Trophy ausgezeichnet und der Sieger der Western Conference mit der Clarence S. Campbell Bowl.
Bei Spielen, die nach der regulären Spielzeit von 60 Minuten unentschieden bleiben, folgt die Overtime. Sie endet durch das erste erzielte Tor (Sudden Death).

## Qualifizierte Teams
| Atlantic Division - (1) New Jersey Devils - (3) Philadelphia Flyers - (4) Florida Panthers - (5) New York Rangers Northeast Division - (2) Buffalo Sabres - (6) Pittsburgh Penguins - (7) Ottawa Senators - (8) Canadiens de Montréal | Central Division - (2) Dallas Stars - (3) Detroit Red Wings - (5) Phoenix Coyotes - (6) St. Louis Blues - (8) Chicago Blackhawks Pacific Division - (1) Colorado Avalanche - (4) Mighty Ducks of Anaheim - (7) Edmonton Oilers |

## Playoff-Baum
|  | Conference-Viertelfinale                              | Conference-Viertelfinale | Conference-Viertelfinale |                    | Conference-Halbfinale   | Conference-Halbfinale | Conference-Halbfinale |                     |                    | Conference-Finale | Conference-Finale | Conference-Finale |  |  | Stanley-Cup-Finale | Stanley-Cup-Finale | Stanley-Cup-Finale |
|  |                                                       |                          |                          |                    |                         |                       |                       |                     |                    |                   |                   |                   |  |  |                    |                    |                    |
|  | 1                                                     | New Jersey Devils        | 4                        |                    | 1                       | New Jersey Devils     | 1                     |                     |                    |                   |                   |                   |  |  |                    |                    |                    |
|  | 8                                                     | Canadiens de Montréal    | 1                        | 5                  | New York Rangers        | 4                     |                       |                     |                    |                   |                   |                   |  |  |                    |                    |                    |
|  |                                                       |                          |                          |                    |                         |                       |                       |                     |                    |                   |                   |                   |  |  |                    |                    |                    |
|  | 2                                                     | Buffalo Sabres           | 4                        | Eastern Conference | Eastern Conference      | Eastern Conference    |                       |                     |                    |                   |                   |                   |  |  |                    |                    |                    |
|  | 2                                                     | Buffalo Sabres           | 4                        | Eastern Conference | Eastern Conference      | Eastern Conference    |                       |                     |                    |                   |                   |                   |  |  |                    |                    |                    |
|  | 7                                                     | Ottawa Senators          | 3                        |                    |                         |                       |                       |                     |                    |                   |                   |                   |  |  |                    |                    |                    |
|  | 7                                                     | Ottawa Senators          | 3                        | 5                  | New York Rangers        | 1                     |                       |                     |                    |                   |                   |                   |  |  |                    |                    |                    |
|  |                                                       |                          |                          | 5                  | New York Rangers        | 1                     |                       |                     |                    |                   |                   |                   |  |  |                    |                    |                    |
|  |                                                       | 3                        | Philadelphia Flyers      | 4                  |                         |                       |                       |                     |                    |                   |                   |                   |  |  |                    |                    |                    |
|  | 3                                                     | 3                        | Philadelphia Flyers      | 4                  | Philadelphia Flyers     | 4                     |                       |                     |                    |                   |                   |                   |  |  |                    |                    |                    |
|  | 3                                                     |                          |                          |                    | Philadelphia Flyers     | 4                     |                       |                     |                    |                   |                   |                   |  |  |                    |                    |                    |
|  | 6                                                     | Pittsburgh Penguins      | 1                        |                    |                         |                       |                       |                     |                    |                   |                   |                   |  |  |                    |                    |                    |
|  | 6                                                     | Pittsburgh Penguins      | 1                        |                    |                         |                       |                       |                     |                    |                   |                   |                   |  |  |                    |                    |                    |
|  |                                                       |                          |                          |                    |                         |                       |                       |                     |                    |                   |                   |                   |  |  |                    |                    |                    |
|  | 4                                                     | Florida Panthers         | 1                        | 2                  | Buffalo Sabres          | 1                     |                       |                     |                    |                   |                   |                   |  |  |                    |                    |                    |
|  | 4                                                     | Florida Panthers         | 1                        | 2                  | Buffalo Sabres          | 1                     |                       |                     |                    |                   |                   |                   |  |  |                    |                    |                    |
|  | 5                                                     | New York Rangers         | 4                        | 3                  | Philadelphia Flyers     | 4                     |                       |                     |                    |                   |                   |                   |  |  |                    |                    |                    |
|  | 5                                                     | New York Rangers         | 4                        | 3                  | Philadelphia Flyers     | 4                     | E3                    | Philadelphia Flyers | 0                  |                   |                   |                   |  |  |                    |                    |                    |
|  | (Die Teams werden nach der ersten Runde neu gesetzt.) |                          |                          |                    |                         |                       | E3                    | Philadelphia Flyers | 0                  |                   |                   |                   |  |  |                    |                    |                    |
|  |                                                       | W3                       | Detroit Red Wings        | 4                  |                         |                       |                       |                     |                    |                   |                   |                   |  |  |                    |                    |                    |
|  | 1                                                     | W3                       | Detroit Red Wings        | 4                  | Colorado Avalanche      | 4                     |                       | 1                   | Colorado Avalanche | 4                 |                   |                   |  |  |                    |                    |                    |
|  | 1                                                     |                          |                          |                    | Colorado Avalanche      | 4                     |                       | 1                   | Colorado Avalanche | 4                 |                   |                   |  |  |                    |                    |                    |
|  | 8                                                     | Chicago Blackhawks       | 2                        | 7                  | Edmonton Oilers         | 1                     |                       |                     |                    |                   |                   |                   |  |  |                    |                    |                    |
|  | 8                                                     | Chicago Blackhawks       | 2                        | 7                  | Edmonton Oilers         | 1                     |                       |                     |                    |                   |                   |                   |  |  |                    |                    |                    |
|  |                                                       |                          |                          |                    |                         |                       |                       |                     |                    |                   |                   |                   |  |  |                    |                    |                    |
|  | 2                                                     | Dallas Stars             | 3                        |                    |                         |                       |                       |                     |                    |                   |                   |                   |  |  |                    |                    |                    |
|  | 2                                                     | Dallas Stars             | 3                        |                    |                         |                       |                       |                     |                    |                   |                   |                   |  |  |                    |                    |                    |
|  | 7                                                     | Edmonton Oilers          | 4                        |                    |                         |                       |                       |                     |                    |                   |                   |                   |  |  |                    |                    |                    |
|  | 7                                                     | Edmonton Oilers          | 4                        | 1                  | Colorado Avalanche      | 2                     |                       |                     |                    |                   |                   |                   |  |  |                    |                    |                    |
|  |                                                       |                          |                          | 1                  | Colorado Avalanche      | 2                     |                       |                     |                    |                   |                   |                   |  |  |                    |                    |                    |
|  |                                                       | 3                        | Detroit Red Wings        | 4                  |                         |                       |                       |                     |                    |                   |                   |                   |  |  |                    |                    |                    |
|  | 3                                                     | 3                        | Detroit Red Wings        | 4                  | Detroit Red Wings       | 4                     |                       |                     |                    |                   |                   |                   |  |  |                    |                    |                    |
|  | 3                                                     |                          |                          |                    | Detroit Red Wings       | 4                     |                       |                     |                    |                   |                   |                   |  |  |                    |                    |                    |
|  | 6                                                     | St. Louis Blues          | 2                        | Western Conference | Western Conference      | Western Conference    |                       |                     |                    |                   |                   |                   |  |  |                    |                    |                    |
|  | 6                                                     | St. Louis Blues          | 2                        | Western Conference | Western Conference      | Western Conference    |                       |                     |                    |                   |                   |                   |  |  |                    |                    |                    |
|  |                                                       |                          |                          |                    |                         |                       |                       |                     |                    |                   |                   |                   |  |  |                    |                    |                    |
|  | 4                                                     | Mighty Ducks of Anaheim  | 4                        | 3                  | Detroit Red Wings       | 4                     |                       |                     |                    |                   |                   |                   |  |  |                    |                    |                    |
|  | 5                                                     | Phoenix Coyotes          | 3                        | 4                  | Mighty Ducks of Anaheim | 0                     |                       |                     |                    |                   |                   |                   |  |  |                    |                    |                    |

## Conference-Viertelfinale

### Eastern Conference

#### (1) New Jersey Devils – (8) Canadiens de Montréal
| 17. April 1997 | New Jersey Devils Brian Rolston (4:28) Shawn Chambers (8:07) Bill Guerin (45:19) Brian Rolston (51:59) Martin Brodeur (59:15) | 5:2 (2:0, 0:2, 3:0) Spielbericht Stand: 1:0 | Canadiens de Montréal Shayne Corson (25:40) Benoît Brunet (37:17) | Continental Airlines Arena, East Rutherford, New Jersey Zuschauer: 19.040 |

| 19. April 1997 | New Jersey Devils John MacLean (5:56) John MacLean (31:29) Bill Guerin (35:49) Bobby Carpenter (44:58) | 4:1 (1:0, 2:0, 1:1) Spielbericht Stand: 2:0 | Canadiens de Montréal Brian Savage (54:33) | Continental Airlines Arena, East Rutherford, New Jersey Zuschauer: 19.040 |

| 22. April 1997 | Canadiens de Montréal Mark Recchi (0:34) Scott Thornton (17:06) Mark Recchi (22:39) Saku Koivu (44:37) | 4:6 (2:2, 1:2, 1:2) Spielbericht Stand: 0:3 | New Jersey Devils Patrik Eliáš (14:02) Bobby Holík (19:35) Waleri Selepukin (24:58) Waleri Selepukin (27:15) Waleri Selepukin (47:50) Brian Rolston (59:01) | Centre Molson, Montréal, Québec Zuschauer: 21.008 |

| 24. April 1997 | Canadiens de Montréal Mark Recchi (27:42) Turner Stevenson (42:41) Mark Recchi (45:03) Patrice Brisebois (107:37) | 4:3 n. V. (0:2, 1:0, 2:1, 0:0, 0:0, 1:0) Spielbericht Stand: 1:3 | New Jersey Devils Scott Niedermayer (3:11) Patrik Eliáš (11:53) Lyle Odelein (58:24) | Centre Molson, Montréal, Québec Zuschauer: 21.008 |

| 26. April 1997 | New Jersey Devils Kevin Dean (17:32) Bobby Holík (34:17) John MacLean (48:01) Lyle Odelein (51:08) | 4:0 (1:0, 1:0, 2:0) Spielbericht Stand: 4:1 | Canadiens de Montréal | Continental Airlines Arena, East Rutherford, New Jersey Zuschauer: 19.040 |

#### (2) Buffalo Sabres – (7) Ottawa Senators
| 17. April 1997 | Buffalo Sabres Brian Holzinger (34:30) Derek Plante (45:08) Randy Burridge (54:09) | 3:1 (0:0, 1:0, 2:1) Spielbericht Stand: 1:0 | Ottawa Senators Daniel Alfredsson (43:57) | Marine Midland Arena, Buffalo, New York Zuschauer: 18.595 |

| 19. April 1997 | Buffalo Sabres Randy Burridge (29:34) | 1:3 (0:1, 1:1, 0:1) Spielbericht Stand: 1:1 | Ottawa Senators Andreas Dackell (2:48) Steve Duchesne (28:37) Daniel Alfredsson (40:18) | Marine Midland Arena, Buffalo, New York Zuschauer: 18.595 |

| 21. April 1997 | Ottawa Senators Sergejs Žoltoks (35:33) Alexei Jaschin (37:41) | 2:3 (0:0, 2:1, 0:2) Spielbericht Stand: 1:2 | Buffalo Sabres Randy Burridge (33:27) Darryl Shannon (51:51) Dixon Ward (59:40) | Corel Centre, Ottawa, Ontario Zuschauer: 18.500 |

| 23. April 1997 | Ottawa Senators Daniel Alfredsson (62:34) | 1:0 n. V. (0:0, 0:0, 0:0, 1:0) Spielbericht Stand: 2:2 | Buffalo Sabres | Corel Centre, Ottawa, Ontario Zuschauer: 18.500 |

| 25. April 1997 | Buffalo Sabres Donald Audette (41:19) | 1:4 (0:1, 0:1, 1:2) Spielbericht Stand: 2:3 | Ottawa Senators Shawn McEachern (16:14) Daniel Alfredsson (21:00) Daniel Alfredsson (40:28) Randy Cunneyworth (53:56) | Marine Midland Arena, Buffalo, New York Zuschauer: 18.595 |

| 27. April 1997 | Ottawa Senators | 0:3 (0:1, 0:1, 0:1) Spielbericht Stand: 3:3 | Buffalo Sabres Brian Holzinger (3:25) Alexei Schitnik (27:46) Jason Dawe (55:44) | Corel Centre, Ottawa, Ontario Zuschauer: 18.500 |

| 29. April 1997 | Buffalo Sabres Donald Audette (36:03) Derek Plante (46:29) Derek Plante (65:24) | 3:2 n. V. (0:1, 1:0, 1:1, 1:0) Spielbericht Stand: 4:3 | Ottawa Senators Shawn McEachern (10:50) Wade Redden (40:45) | Marine Midland Arena, Buffalo, New York Zuschauer: 18.595 |

#### (3) Philadelphia Flyers – (6) Pittsburgh Penguins
| 17. April 1997 | Philadelphia Flyers Pat Falloon (7:45) John LeClair (20:39) Rod Brind’Amour (39:28) Eric Lindros (48:51) Pat Falloon (58:17) | 5:1 (1:0, 2:0, 2:1) Spielbericht Stand: 1:0 | Pittsburgh Penguins Jaromír Jágr (45:00) | CoreStates Center, Philadelphia, Pennsylvania Zuschauer: 19.618 |

| 19. April 1997 | Philadelphia Flyers Joel Otto (43:23) John LeClair (45:52) Trent Klatt (53:40) | 3:2 (0:1, 0:0, 3:1) Spielbericht Stand: 2:0 | Pittsburgh Penguins Mario Lemieux (10:59) Jaromír Jágr (44:44) | CoreStates Center, Philadelphia, Pennsylvania Zuschauer: 19.812 |

| 21. April 1997 | Pittsburgh Penguins Jaromír Jágr (7:19) Jaromír Jágr (16:29) Greg Johnson (59:44) | 3:5 (2:1, 0:3, 1:1) Spielbericht Stand: 0:3 | Philadelphia Flyers Mikael Renberg (7:54) Pat Falloon (30:33) Eric Lindros (33:46) John LeClair (39:48) Dainius Zubrus (58:28) | Civic Arena, Pittsburgh, Pennsylvania Zuschauer: 17.355 |

| 23. April 1997 | Pittsburgh Penguins Ian Moran (1:09) Eddie Olczyk (13:22) Petr Nedvěd (18:28) Mario Lemieux (58:56) | 4:1 (3:1, 0:0, 1:0) Spielbericht Stand: 1:3 | Philadelphia Flyers Shjon Podein (1:45) | Civic Arena, Pittsburgh, Pennsylvania Zuschauer: 17.355 |

| 25. April 1997 | Philadelphia Flyers Eric Lindros (0:14) Rod Brind’Amour (17:38) Rod Brind’Amour (18:32) John LeClair (27:30) Trent Klatt (30:28) Václav Prospal (59:55) | 6:3 (3:2, 2:1, 1:0) Spielbericht Stand: 4:1 | Pittsburgh Penguins Kevin Hatcher (5:37) Mario Lemieux (15:34) Ron Francis (22:37) | CoreStates Center, Philadelphia, Pennsylvania Zuschauer: 20.009 |

#### (4) Florida Panthers – (5) New York Rangers
| 17. April 1997 | Florida Panthers Johan Garpenlöv (26:06) Kirk Muller (33:13) Rob Niedermayer (35:07) | 3:0 (0:0, 3:0, 0:0) Spielbericht Stand: 1:0 | New York Rangers | Miami Arena, Miami, Florida Zuschauer: 14.703 |

| 20. April 1997 | Florida Panthers | 0:3 (0:0, 0:2, 0:1) Spielbericht Stand: 1:1 | New York Rangers Wayne Gretzky (33:15) Esa Tikkanen (34:58) Luc Robitaille (43:29) | Miami Arena, Miami, Florida Zuschauer: 14.703 |

| 22. April 1997 | New York Rangers Mike Eastwood (13:12) Luc Robitaille (17:09) Luc Robitaille (59:41) Esa Tikkanen (76:29) | 4:3 n. V. (2:0, 0:3, 1:0, 1:0) Spielbericht Stand: 2:1 | Florida Panthers Johan Garpenlöv (21:16) Ray Sheppard (22:58) Róbert Švehla (36:32) | Madison Square Garden, New York City, New York Zuschauer: 18.200 |

| 23. April 1997 | New York Rangers Wayne Gretzky (23:07) Wayne Gretzky (26:46) Wayne Gretzky (29:30) | 3:2 (0:1, 3:0, 0:1) Spielbericht Stand: 3:1 | Florida Panthers Rob Niedermayer (13:23) David Nemirovsky (41:40) | Madison Square Garden, New York City, New York Zuschauer: 18.200 |

| 25. April 1997 | Florida Panthers Mike Hough (14:17) Ray Sheppard (52:37) | 2:3 n. V. (1:1, 0:1, 1:0, 0:1) Spielbericht Stand: 1:4 | New York Rangers Mark Messier (0:39) Mark Messier (39:44) Esa Tikkanen (72:02) | Miami Arena, Miami, Florida Zuschauer: 14.703 |

### Western Conference

#### (1) Colorado Avalanche – (8) Chicago Blackhawks
| 16. April 1997 | Colorado Avalanche Mike Keane (5:54) Sandis Ozoliņš (9:23) Peter Forsberg (12:48) Peter Forsberg (19:00) Mike Ricci (36:14) Claude Lemieux (45:31) | 6:0 (4:0, 1:0, 1:0) Spielbericht Stand: 1:0 | Chicago Blackhawks | McNichols Sports Arena, Denver, Colorado Zuschauer: 16.061 |

| 18. April 1997 | Colorado Avalanche Mike Keane (3:53) Sandis Ozoliņš (5:06) Claude Lemieux (27:30) | 3:1 (2:1, 1:0, 0:0) Spielbericht Stand: 2:0 | Chicago Blackhawks James Black (17:53) | McNichols Sports Arena, Denver, Colorado Zuschauer: 16.061 |

| 20. April 1997 | Chicago Blackhawks Éric Dazé (9:38) Tony Amonte (33:51) Éric Dazé (44:00) Sergei Kriwokrassow (91:03) | 4:3 n. V. (1:0, 1:1, 1:2, 0:0, 1:0) Spielbericht Stand: 1:2 | Colorado Avalanche Keith Jones (30:59) René Corbet (54:25) Claude Lemieux (57:28) | United Center, Chicago, Illinois Zuschauer: 17.385 |

| 22. April 1997 | Chicago Blackhawks Tony Amonte (3:34) Bob Probert (25:53) Ethan Moreau (26:57) Bob Probert (30:16) Steve Dubinsky (37:53) Tony Amonte (54:28) | 6:3 (1:2, 4:0, 1:1) Spielbericht Stand: 2:2 | Colorado Avalanche Keith Jones (9:31) Joe Sakic (14:17) Aaron Miller (56:00) | United Center, Chicago, Illinois Zuschauer: 19.046 |

| 24. April 1997 | Colorado Avalanche Claude Lemieux (2:53) Mike Keane (9:14) Waleri Kamenski (16:49) Waleri Kamenski (34:12) Jon Klemm (36:44) Waleri Kamenski (48:01) Keith Jones (55:13) | 7:0 (3:0, 2:0, 2:0) Spielbericht Stand: 3:2 | Chicago Blackhawks | McNichols Sports Arena, Denver, Colorado Zuschauer: 16.061 |

| 26. April 1997 | Chicago Blackhawks Keith Carney (2:46) Gary Suter (10:18) Tony Amonte (17:28) | 3:6 (3:1, 0:2, 0:3) Spielbericht Stand: 2:4 | Colorado Avalanche Joe Sakic (18:37) Waleri Kamenski (20:28) Joe Sakic (35:10) Waleri Kamenski (48:00) Claude Lemieux (49:25) Adam Deadmarsh (57:00) | United Center, Chicago, Illinois Zuschauer: 21.172 |

#### (2) Dallas Stars – (7) Edmonton Oilers
| 16. April 1997 | Dallas Stars Joe Nieuwendyk (12:24) Jere Lehtinen (12:54) Bob Bassen (42:42) Mike Modano (57:29) Brent Gilchrist (58:57) | 5:3 (2:2, 0:0, 3:1) Spielbericht Stand: 1:0 | Edmonton Oilers Todd Marchant (3:16) Kelly Buchberger (14:58) Doug Weight (46:52) | Reunion Arena, Dallas, Texas Zuschauer: 16.418 |

| 18. April 1997 | Dallas Stars | 0:4 (0:1, 0:1, 0:2) Spielbericht Stand: 1:1 | Edmonton Oilers Mike Grier (14:51) Mariusz Czerkawski (20:43) Boris Mironow (42:50) Ryan Smyth (47:07) | Reunion Arena, Dallas, Texas Zuschauer: 16.924 |

| 20. April 1997 | Edmonton Oilers Doug Weight (56:00) Andrei Kowalenko (57:44) Mike Grier (57:56) Kelly Buchberger (69:15) | 4:3 n. V. (0:2, 0:1, 3:0, 1:0) Spielbericht Stand: 2:1 | Dallas Stars Mike Modano (4:53) Benoît Hogue (18:53) Joe Nieuwendyk (28:07) | Edmonton Coliseum, Edmonton, Alberta Zuschauer: 17.099 |

| 22. April 1997 | Edmonton Oilers Andrei Kowalenko (10:13) Jason Arnott (28:22) Ryan Smyth (58:47) | 3:4 (1:1, 1:1, 1:2) Spielbericht Stand: 2:2 | Dallas Stars Mike Modano (13:15) Dave Reid (22:20) Brent Gilchrist (41:53) Jamie Langenbrunner (45:41) | Edmonton Coliseum, Edmonton, Alberta Zuschauer: 17.099 |

| 25. April 1997 | Dallas Stars | 0:1 n. V. (0:0, 0:0, 0:0, 0:0, 0:1) Spielbericht Stand: 2:3 | Edmonton Oilers Ryan Smyth (80:22) | Reunion Arena, Dallas, Texas Zuschauer: 16.924 |

| 27. April 1997 | Edmonton Oilers Mike Grier (13:25) Mariusz Czerkawski (39:42) | 2:3 (1:1, 1:1, 0:1) Spielbericht Stand: 3:3 | Dallas Stars Jere Lehtinen (3:49) Bob Bassen (34:43) Mike Modano (54:42) | Edmonton Coliseum, Edmonton, Alberta Zuschauer: 17.099 |

| 29. April 1997 | Dallas Stars Benoît Hogue (11:38) Pat Verbeek (31:26) Bob Bassen (33:27) | 3:4 n. V. (1:1, 2:2, 0:0, 0:1) Spielbericht Stand: 3:4 | Edmonton Oilers Rem Murray (1:45) Boris Mironow (27:24) Andrei Kowalenko (39:40) Todd Marchant (72:26) | Reunion Arena, Dallas, Texas Zuschauer: 16.924 |

#### (3) Detroit Red Wings – (6) St. Louis Blues
| 16. April 1997 | Detroit Red Wings | 0:2 (0:2, 0:0, 0:0) Spielbericht Stand: 0:1 | St. Louis Blues Geoff Courtnall (12:44) Pierre Turgeon (19:22) | Joe Louis Arena, Detroit, Michigan Zuschauer: 19.983 |

| 18. April 1997 | Detroit Red Wings Kris Draper (44:05) Larry Murphy (47:09) | 2:1 (0:1, 0:0, 2:0) Spielbericht Stand: 1:1 | St. Louis Blues Marc Bergevin (4:24) | Joe Louis Arena, Detroit, Michigan Zuschauer: 19.983 |

| 20. April 1997 | St. Louis Blues Brett Hull (17:09) Joe Murphy (26:36) | 2:3 (1:1, 1:2, 0:0) Spielbericht Stand: 1:2 | Detroit Red Wings Kris Draper (2:40) Brendan Shanahan (20:39) Steve Yzerman (35:22) | Kiel Center, St. Louis, Missouri Zuschauer: 19.273 |

| 22. April 1997 | St. Louis Blues Geoff Courtnall (5:50) Pavol Demitra (18:51) Geoff Courtnall (41:10) Chris Pronger (49:23) | 4:0 (2:0, 0:0, 2:0) Spielbericht Stand: 2:2 | Detroit Red Wings | Kiel Center, St. Louis, Missouri Zuschauer: 19.787 |

| 25. April 1997 | Detroit Red Wings Steve Yzerman (3:22) Wjatscheslaw Koslow (25:02) Darren McCarty (27:58) Brendan Shanahan (33:15) Larry Murphy (46:32) | 5:2 (1:1, 3:1, 1:0) Spielbericht Stand: 3:2 | St. Louis Blues Al MacInnis (11:02) Jim Campbell (32:14) | Joe Louis Arena, Detroit, Michigan Zuschauer: 19.983 |

| 27. April 1997 | St. Louis Blues Brett Hull (2:12) | 1:3 (1:1, 0:1, 0:1) Spielbericht Stand: 2:4 | Detroit Red Wings Wjatscheslaw Koslow (8:45) Brendan Shanahan (21:07) Kirk Maltby (48:24) | Kiel Center, St. Louis, Missouri Zuschauer: 19.257 |

#### (4) Mighty Ducks of Anaheim – (5) Phoenix Coyotes
| 16. April 1997 | Mighty Ducks of Anaheim Teemu Selänne (8:57) Paul Kariya (16:04) Teemu Selänne (34:15) Paul Kariya (59:13) | 4:2 (2:0, 1:2, 1:0) Spielbericht Stand: 1:0 | Phoenix Coyotes Jeremy Roenick (23:27) Keith Tkachuk (36:48) | Arrowhead Pond of Anaheim, Anaheim, Kalifornien Zuschauer: 17.174 |

| 18. April 1997 | Mighty Ducks of Anaheim Dmitri Mironow (10:46) Jean-Jacques Daigneault (27:03) Jean-Jacques Daigneault (53:26) Teemu Selänne (59:53) | 4:2 (1:1, 1:0, 2:1) Spielbericht Stand: 2:0 | Phoenix Coyotes Teppo Numminen (9:23) Keith Tkachuk (43:55) | Arrowhead Pond of Anaheim, Anaheim, Kalifornien Zuschauer: 17.174 |

| 20. April 1997 | Phoenix Coyotes Darrin Shannon (1:18) Darrin Shannon (8:50) Keith Tkachuk (14:01) Mike Gartner (55:28) | 4:1 (3:1, 0:0, 1:0) Spielbericht Stand: 1:2 | Mighty Ducks of Anaheim Paul Kariya (18:49) | America West Arena, Phoenix, Arizona Zuschauer: 16.210 |

| 22. April 1997 | Phoenix Coyotes Bob Corkum (52:45) Teppo Numminen (59:54) | 2:0 (0:0, 0:0, 2:0) Spielbericht Stand: 2:2 | Mighty Ducks of Anaheim | America West Arena, Phoenix, Arizona Zuschauer: 16.210 |

| 24. April 1997 | Mighty Ducks of Anaheim Teemu Selänne (17:37) Teemu Selänne (46:52) | 2:5 (1:1, 0:2, 1:2) Spielbericht Stand: 2:3 | Phoenix Coyotes Keith Tkachuk (14:46) Jeremy Roenick (27:17) Teppo Numminen (29:12) Bob Corkum (54:10) Keith Tkachuk (59:39) | Arrowhead Pond of Anaheim, Anaheim, Kalifornien Zuschauer: 17.174 |

| 27. April 1997 | Phoenix Coyotes Darrin Shannon (49:00) Keith Tkachuk (57:44) | 2:3 n. V. (0:0, 0:2, 2:0, 0:1) Spielbericht Stand: 3:3 | Mighty Ducks of Anaheim Paul Kariya (26:12) Brian Bellows (39:01) Paul Kariya (67:29) | America West Arena, Phoenix, Arizona Zuschauer: 16.210 |

| 29. April 1997 | Mighty Ducks of Anaheim Dave Karpa (3:11) Steve Rucchin (23:12) Joe Sacco (28:19) | 3:0 (1:0, 2:0, 0:0) Spielbericht Stand: 4:3 | Phoenix Coyotes | Arrowhead Pond of Anaheim, Anaheim, Kalifornien Zuschauer: 17.174 |

## Conference-Halbfinale

### Eastern Conference

#### (1) New Jersey Devils – (5) New York Rangers
| 2. Mai 1997 | New Jersey Devils Scott Niedermayer (33:45) John MacLean (59:56) | 2:0 (0:0, 1:0, 1:0) Spielbericht Stand: 1:0 | New York Rangers | Continental Airlines Arena, East Rutherford, New Jersey Zuschauer: 19.040 |

| 4. Mai 1997 | New Jersey Devils | 0:2 (0:1, 0:0, 0:1) Spielbericht Stand: 1:1 | New York Rangers Brian Leetch (18:21) Russ Courtnall (59:15) | Continental Airlines Arena, East Rutherford, New Jersey Zuschauer: 19.040 |

| 6. Mai 1997 | New York Rangers Wayne Gretzky (3:57) Esa Tikkanen (5:24) Esa Tikkanen (26:41) | 3:2 (2:1, 1:1, 0:0) Spielbericht Stand: 2:1 | New Jersey Devils Randy McKay (6:04) Steve Thomas (27:26) | Madison Square Garden, New York City, New York Zuschauer: 18.200 |

| 8. Mai 1997 | New York Rangers Adam Graves (5:49) Wayne Gretzky (34:36) Esa Tikkanen (59:02) | 3:0 (1:0, 1:0, 1:0) Spielbericht Stand: 3:1 | New Jersey Devils | Madison Square Garden, New York City, New York Zuschauer: 18.200 |

| 11. Mai 1997 | New Jersey Devils Brian Rolston (32:02) | 1:2 n. V. (0:1, 1:0, 0:0, 0:1) Spielbericht Stand: 1:4 | New York Rangers Esa Tikkanen (7:53) Adam Graves (74:08) | Continental Airlines Arena, East Rutherford, New Jersey Zuschauer: 19.040 |

#### (2) Buffalo Sabres – (3) Philadelphia Flyers
| 3. Mai 1997 | Buffalo Sabres Michal Grošek (25:18) Brad May (26:00) Donald Audette (37:26) | 3:5 (0:0, 3:2, 0:3) Spielbericht Stand: 0:1 | Philadelphia Flyers Dan Kordic (31:23) Mikael Renberg (39:59) Rod Brind’Amour (50:00) Shjon Podein (59:12) Rod Brind’Amour (59:54) | Marine Midland Arena, Buffalo, New York Zuschauer: 18.595 |

| 5. Mai 1997 | Buffalo Sabres Jason Dawe (38:18) | 1:2 (0:2, 1:0, 0:0) Spielbericht Stand: 0:2 | Philadelphia Flyers Mikael Renberg (4:47) Chris Therien (16:49) | Marine Midland Arena, Buffalo, New York Zuschauer: 18.595 |

| 7. Mai 1997 | Philadelphia Flyers Eric Lindros (8:18) Dale Hawerchuk (11:51) Rod Brind’Amour (18:57) Éric Desjardins (59:48) | 4:1 (3:1, 0:0, 1:0) Spielbericht Stand: 3:0 | Buffalo Sabres Darryl Shannon (14:55) | CoreStates Center, Philadelphia, Pennsylvania Zuschauer: 20.051 |

| 9. Mai 1997 | Philadelphia Flyers Dainius Zubrus (10:15) Dale Hawerchuk (21:03) Trent Klatt (45:28) Mikael Renberg (53:26) | 4:5 n. V. (1:1, 1:0, 2:3, 0:1) Spielbericht Stand: 3:1 | Buffalo Sabres Donald Audette (4:27) Derek Plante (43:34) Michal Grošek (44:28) Dixon Ward (51:53) Ed Ronan (66:24) | CoreStates Center, Philadelphia, Pennsylvania Zuschauer: 20.066 |

| 11. Mai 1997 | Buffalo Sabres Michal Grošek (30:07) Randy Burridge (34:19) Randy Burridge (39:59) | 3:6 (0:0, 3:4, 0:2) Spielbericht Stand: 1:4 | Philadelphia Flyers John LeClair (25:27) Eric Lindros (28:32) Eric Lindros (29:13) Dainius Zubrus (34:51) Shjon Podein (46:00) Dainius Zubrus (59:48) | Marine Midland Arena, Buffalo, New York Zuschauer: 18.595 |

### Western Conference

#### (1) Colorado Avalanche – (7) Edmonton Oilers
| 2. Mai 1997 | Colorado Avalanche Éric Lacroix (5:54) Claude Lemieux (9:08) Peter Forsberg (32:28) Sandis Ozoliņš (36:16) Peter Forsberg (46:39) | 5:1 (2:0, 2:1, 1:0) Spielbericht Stand: 1:0 | Edmonton Oilers Kelly Buchberger (24:00) | McNichols Sports Arena, Denver, Colorado Zuschauer: 16.061 |

| 4. Mai 1997 | Colorado Avalanche Scott Young (13:52) Waleri Kamenski (26:39) Claude Lemieux (31:35) René Corbet (49:51) | 4:1 (1:0, 2:1, 1:0) Spielbericht Stand: 2:0 | Edmonton Oilers Doug Weight (24:09) | McNichols Sports Arena, Denver, Colorado Zuschauer: 16.061 |

| 7. Mai 1997 | Edmonton Oilers Kelly Buchberger (3:20) Jason Arnott (19:48) Kelly Buchberger (53:57) Ryan Smyth (56:15) | 4:3 (2:1, 0:2, 2:0) Spielbericht Stand: 1:2 | Colorado Avalanche Peter Forsberg (2:25) Waleri Kamenski (27:29) Claude Lemieux (31:24) | Edmonton Coliseum, Edmonton, Alberta Zuschauer: 17.099 |

| 9. Mai 1997 | Edmonton Oilers Todd Marchant (27:08) Ryan Smyth (32:47) | 2:3 n. V. (0:1, 2:1, 0:0, 0:1) Spielbericht Stand: 1:3 | Colorado Avalanche Waleri Kamenski (3:06) Sandis Ozoliņš (38:40) Claude Lemieux (68:35) | Edmonton Coliseum, Edmonton, Alberta Zuschauer: 17.099 |

| 4. Mai 1997 | Colorado Avalanche Joe Sakic (13:56) Adam Deadmarsh (24:56) Claude Lemieux (40:35) Adam Deadmarsh (58:52) | 4:3 (1:0, 1:2, 2:1) Spielbericht Stand: 4:1 | Edmonton Oilers Todd Marchant (29:38) Jason Arnott (37:52) Andrei Kowalenko (53:49) | McNichols Sports Arena, Denver, Colorado Zuschauer: 16.061 |

#### (3) Detroit Red Wings – (4) Mighty Ducks of Anaheim
| 2. Mai 1997 | Detroit Red Wings Sergei Fjodorow (51:01) Martin Lapointe (60:59) | 2:1 n. V. (0:0, 0:1, 1:0, 1:0) Spielbericht Stand: 1:0 | Mighty Ducks of Anaheim Paul Kariya (39:00) | Joe Louis Arena, Detroit, Michigan Zuschauer: 19.983 |

| 4. Mai 1997 | Detroit Red Wings Steve Yzerman (24:34) Doug Brown (52:14) Wjatscheslaw Koslow (101:31) | 3:2 n. V. (0:0, 1:0, 1:2, 0:0, 0:0, 1:0) Spielbericht Stand: 2:0 | Mighty Ducks of Anaheim Jari Kurri (44:18) Teemu Selänne (56:53) | Joe Louis Arena, Detroit, Michigan Zuschauer: 19.983 |

| 6. Mai 1997 | Mighty Ducks of Anaheim Paul Kariya (11:19) Teemu Selänne (12:09) Ted Drury (25:12) | 3:5 (2:1, 1:2, 0:2) Spielbericht Stand: 0:3 | Detroit Red Wings Wjatscheslaw Koslow (15:47) Igor Larionow (33:03) Doug Brown (36:28) Sergei Fjodorow (43:34) Wjatscheslaw Koslow (43:58) | Arrowhead Pond of Anaheim, Anaheim, Kalifornien Zuschauer: 17.174 |

| 8. Mai 1997 | Mighty Ducks of Anaheim Joe Sacco (3:01) Brian Bellows (35:23) | 2:3 n. V. (1:1, 1:0, 0:1, 0:0, 0:1) Spielbericht Stand: 0:4 | Detroit Red Wings Doug Brown (18:25) Nicklas Lidström (49:09) Brendan Shanahan (97:03) | Arrowhead Pond of Anaheim, Anaheim, Kalifornien Zuschauer: 17.174 |

## Conference-Finale

### Eastern Conference

#### (3) Philadelphia Flyers – (5) New York Rangers
| 16. Mai 1997 | Philadelphia Flyers Dainius Zubrus (2:28) Janne Niinimaa (4:39) Éric Desjardins (48:34) | 3:1 (2:0, 0:0, 1:1) Spielbericht Stand: 1:0 | New York Rangers Luc Robitaille (59:50) | CoreStates Center, Philadelphia, Pennsylvania Zuschauer: 20.074 |

| 18. Mai 1997 | Philadelphia Flyers John LeClair (4:11) Paul Coffey (26:45) Rod Brind’Amour (27:34) Shjon Podein (35:11) | 4:5 (1:3, 3:2, 0:0) Spielbericht Stand: 1:1 | New York Rangers Doug Lidster (5:09) Wayne Gretzky (7:35) Wayne Gretzky (9:34) Wayne Gretzky (29:30) Mark Messier (33:45) | CoreStates Center, Philadelphia, Pennsylvania Zuschauer: 20.106 |

| 20. Mai 1997 | New York Rangers Russ Courtnall (40:43) Russ Courtnall (44:02) Wayne Gretzky (54:21) | 3:6 (0:2, 0:0, 3:4) Spielbericht Stand: 1:2 | Philadelphia Flyers Eric Lindros (7:33) Petr Svoboda (13:03) Eric Lindros (46:35) Trent Klatt (54:59) Rod Brind’Amour (56:52) Eric Lindros (59:22) | Madison Square Garden, New York City, New York Zuschauer: 18.200 |

| 23. Mai 1997 | New York Rangers Esa Tikkanen (41:41) Brian Leetch (57:52) | 2:3 (0:1, 0:0, 2:2) Spielbericht Stand: 1:3 | Philadelphia Flyers Mikael Renberg (7:08) John Druce (56:47) Eric Lindros (59:52) | Madison Square Garden, New York City, New York Zuschauer: 18.200 |

| 25. Mai 1997 | Philadelphia Flyers Eric Lindros (5:18) John LeClair (15:53) Rod Brind’Amour (19:06) Rod Brind’Amour (46:43) | 4:2 (3:2, 0:0, 1:0) Spielbericht Stand: 4:1 | New York Rangers Alexander Karpowzew (12:30) Esa Tikkanen (12:56) | CoreStates Center, Philadelphia, Pennsylvania Zuschauer: 20.051 |

### Western Conference

#### (1) Colorado Avalanche – (3) Detroit Red Wings
| 15. Mai 1997 | Colorado Avalanche Joe Sakic (41:40) Mike Ricci (46:13) | 2:1 (0:0, 0:0, 2:1) Spielbericht Stand: 1:0 | Detroit Red Wings Brendan Shanahan (41:13) | McNichols Sports Arena, Denver, Colorado Zuschauer: 16.061 |

| 17. Mai 1997 | Colorado Avalanche Scott Young (18:37) Claude Lemieux (36:09) | 2:4 (1:0, 1:1, 0:3) Spielbericht Stand: 1:1 | Detroit Red Wings Igor Larionow (36:51) Sergei Fjodorow (42:10) Steve Yzerman (56:00) Darren McCarty (58:43) | McNichols Sports Arena, Denver, Colorado Zuschauer: 16.061 |

| 19. Mai 1997 | Detroit Red Wings Wjatscheslaw Koslow (1:12) Wjatscheslaw Koslow (48:20) | 2:1 (1:0, 0:1, 1:0) Spielbericht Stand: 2:1 | Colorado Avalanche Joe Sakic (34:47) | Joe Louis Arena, Detroit, Michigan Zuschauer: 19.983 |

| 22. Mai 1997 | Detroit Red Wings Igor Larionow (1:52) Igor Larionow (7:15) Wjatscheslaw Koslow (32:24) Sergei Fjodorow (36:54) Kirk Maltby (39:13) Kirk Maltby (45:25) | 6:0 (2:0, 3:0, 1:0) Spielbericht Stand: 3:1 | Colorado Avalanche | Joe Louis Arena, Detroit, Michigan Zuschauer: 19.983 |

| 24. Mai 1997 | Colorado Avalanche Claude Lemieux (6:46) Claude Lemieux (11:04) Joe Sakic (15:34) Stéphane Yelle (22:23) Joe Sakic (30:57) Scott Young (38:04) | 6:0 (3:0, 3:0, 0:0) Spielbericht Stand: 2:3 | Detroit Red Wings | McNichols Sports Arena, Denver, Colorado Zuschauer: 16.061 |

| 26. Mai 1997 | Detroit Red Wings Martin Lapointe (23:29) Sergei Fjodorow (46:11) Brendan Shanahan (59:30) | 3:1 (0:0, 1:0, 2:1) Spielbericht Stand: 4:2 | Colorado Avalanche Scott Young (54:48) | Joe Louis Arena, Detroit, Michigan Zuschauer: 19.983 |

## Stanley-Cup-Finale

### (E3) Philadelphia Flyers – (W3) Detroit Red Wings
| 31. Mai 1997 | Philadelphia Flyers Rod Brind’Amour (7:37) John LeClair (37:11) | 2:4 (1:2, 1:1, 0:1) Spielbericht Stand: 0:1 | Detroit Red Wings Kirk Maltby (6:38) Joe Kocur (15:56) Sergei Fjodorow (31:41) Steve Yzerman (40:56) | CoreStates Center, Philadelphia, Pennsylvania Zuschauer: 20.291 |

| 3. Juni 1997 | Philadelphia Flyers Rod Brind’Amour (17:42) Rod Brind’Amour (18:51) | 2:4 (2:2, 0:1, 0:1) Spielbericht Stand: 0:2 | Detroit Red Wings Brendan Shanahan (1:37) Steve Yzerman (9:22) Kirk Maltby (22:39) Brendan Shanahan (49:56) | CoreStates Center, Philadelphia, Pennsylvania Zuschauer: 20.159 |

| 5. Juni 1997 | Detroit Red Wings Steve Yzerman (9:03) Sergei Fjodorow (11:05) Martin Lapointe (19:00) Sergei Fjodorow (23:12) Brendan Shanahan (39:17) Martin Lapointe (41:08) | 6:1 (3:1, 2:0, 1:0) Spielbericht Stand: 3:0 | Philadelphia Flyers John LeClair (7:03) | Joe Louis Arena, Detroit, Michigan Zuschauer: 19.983 |

| 7. Juni 1997 | Detroit Red Wings Nicklas Lidström (19:27) Darren McCarty (33:02) | 2:1 (1:0, 1:0, 0:1) Spielbericht Stand: 4:0 | Philadelphia Flyers Eric Lindros (59:45) | Joe Louis Arena, Detroit, Michigan Zuschauer: 19.983 |

### Stanley-Cup-Sieger
Der Stanley-Cup-Sieger Detroit Red Wings ließ traditionell insgesamt 51 Personen, davon 25 Spieler sowie einige Funktionäre, darunter der Trainerstab und das Management, auf den Sockel der Trophäe eingravieren. Unter den Funktionären waren auch die Assistenztrainer Dave Lewis, Barry Smith und Mike Krushelnyski sowie Scout Mark Howe. Für die Spieler gilt dabei, dass sie entweder 41 Partien für die Mannschaft in der regulären Saison oder eine Partie in der Finalserie bestritten haben sollten. Kevin Hodson stand nur bei 20 Spielen im Kader der Red Wings und kam dabei nur zu sechs Einsätzen, wurde allerdings dennoch berücksichtigt, da Ausnahmeregelungen möglich sind. Der 86-jährige Wally Crossman, der sich bei den Wings um die Ausrüstung kümmerte, war die älteste Person, die bis dahin auf dem Cup verewigt wurde.
Die 25 Spieler Detroits setzen sich aus drei Torhütern, sieben Verteidigern und 15 Angreifern zusammen. Im Kader der Red Wings standen acht Europäer, mehr als je zuvor bei einem Stanley-Cup-Sieger.
| Stanley-Cup-Sieger Detroit Red Wings | Torhüter: Kevin Hodson, Chris Osgood, Mike Vernon Verteidiger: Wjatscheslaw Fetissow, Wladimir Konstantinow, Nicklas Lidström, Larry Murphy, Jamie Pushor, Bob Rouse, Aaron Ward Angreifer: Doug Brown, Mathieu Dandenault, Kris Draper, Sergei Fjodorow, Tomas Holmström, Joe Kocur, Wjatscheslaw Koslow, Martin Lapointe, Igor Larionow, Kirk Maltby, Darren McCarty, Tomas Sandström, Brendan Shanahan, Tim Taylor, Steve Yzerman (C) Cheftrainer: Scotty Bowman General Manager: Ken Holland |

## Beste Scorer
Abkürzungen: GP = Spiele, G = Tore, A = Assists, Pts = Punkte, +/− = Plus/Minus, PIM = Strafminuten; Fett: Bestwert
| Spieler          | Team         | GP | G  | A  | Pts | +/− | PIM |
| ---------------- | ------------ | -- | -- | -- | --- | --- | --- |
| Eric Lindros     | Philadelphia | 19 | 12 | 14 | 26  | +7  | 40  |
| Joe Sakic        | Colorado     | 17 | 8  | 17 | 25  | +5  | 14  |
| Claude Lemieux   | Colorado     | 17 | 13 | 10 | 23  | +7  | 32  |
| Waleri Kamenski  | Colorado     | 17 | 8  | 14 | 22  | −1  | 16  |
| Rod Brind’Amour  | Philadelphia | 19 | 13 | 8  | 21  | +9  | 10  |
| John LeClair     | Philadelphia | 19 | 9  | 12 | 21  | +8  | 10  |
| Wayne Gretzky    | NY Rangers   | 15 | 10 | 10 | 20  | +5  | 2   |
| Sergei Fjodorow  | Detroit      | 20 | 8  | 12 | 20  | +5  | 12  |
| Brendan Shanahan | Detroit      | 20 | 9  | 8  | 17  | +8  | 43  |
| Peter Forsberg   | Colorado     | 14 | 5  | 12 | 17  | −6  | 10  |

Die Plus/Minus-Statistik führte Larry Murphy von den Detroit Red Wings mit +16 an.

## Beste Torhüter
Die kombinierte Tabelle zeigt die jeweils drei besten Torhüter in den Kategorien Gegentorschnitt und Fangquote sowie die jeweils Führenden in den Kategorien Shutouts und Siege.
Abkürzungen: GP = Spiele, Min = Eiszeit (in Minuten), W = Siege, L = Niederlagen, GA = Gegentore, SO = Shutouts, Sv% = gehaltene Schüsse (in %), GAA = Gegentorschnitt; Fett: Bestwert; Sortiert nach Gegentorschnitt.
 Erfasst werden nur Torhüter mit 180 absolvierten Spielminuten.
| Spieler             | Team       | GP | Min     | W  | L | GA | SO | Sv%  | GAA  |
| ------------------- | ---------- | -- | ------- | -- | - | -- | -- | ---- | ---- |
| Martin Brodeur      | New Jersey | 10 | 658:48  | 5  | 5 | 19 | 2  | 92,9 | 1,73 |
| Mike Vernon         | Detroit    | 20 | 1229:12 | 16 | 4 | 36 | 1  | 92,7 | 1,76 |
| Ron Tugnutt         | Ottawa     | 7  | 424:37  | 3  | 4 | 14 | 1  | 91,7 | 1,98 |
| Mike Richter        | NY Rangers | 15 | 938:39  | 9  | 6 | 33 | 3  | 93,2 | 2,11 |
| Nikolai Chabibulin  | Phoenix    | 7  | 425:52  | 3  | 4 | 15 | 1  | 93,2 | 2,11 |
| Patrick Roy         | Colorado   | 17 | 1033:59 | 10 | 7 | 38 | 3  | 93,2 | 2,21 |
| Michail Schtalenkow | Anaheim    | 4  | 211:27  | 0  | 3 | 10 | 0  | 93,8 | 2,84 |